# 連結貸借対照表
連結貸借対照表（れんけつたいしやくたいしようひよう、Consolidated Balance sheet）は企業会計に関する書類の一つである。連結財務諸表（Consolidated Financial Statements）の一つで、資金と資産の関係を企業集団全体で見る場合に使用される。

## 概要
「連結貸借対照表」では、親会社、子会社などを構成する企業集団全体での資金と資産の関係を正しく表示するために、単純に親会社と子会社が発行する個別の貸借対照表を足し合わせるだけでなく、それらを基礎として、集団内部での取引で生じている金額を相殺消去する。

## 実際
下に親会社が子会社の株式を60%保有している場合を考える。
1. 連結貸借対照表では両社の個別の貸借対照表を足し合わせる。
2. 両社間での取引は相殺消去する。
3. 相殺消去によって生じる差は「のれん代」として分類する。

| \| 諸資産 2,000 \| 親会社への買掛金 400 \| 親会社への買掛金 400 \| \| 諸資産 2,000 \| 諸負債 \| \| \| 諸資産 2,000 \| 700 \| \| \| 諸資産 2,000 \| 資本金 500 \| 親会社持分 540 \| \| 諸資産 2,000 \| 剰余金 400 \| 少数株主持分 360 \| |                      |                      |
| 諸資産 2,000 | 親会社への買掛金 400 | 親会社への買掛金 400 |
| 諸資産 2,000 | 諸負債               |                      |
| 諸資産 2,000 | 700                  |                      |
| 諸資産 2,000 | 資本金 500           | 親会社持分 540       |
| 諸資産 2,000 | 剰余金 400           | 少数株主持分 360     |

| \| 子会社への売掛金 400 \| . \| \| . \| 諸負債 \| \| . \| 2,000 \| \| 諸資産 \| . \| \| 4,000 \| . \| \| . \| . \| \| . \| 資本金 \| \| . \| 1,800 \| \| . \| 剰余金 \| \| 子会社株式 600 \| 1,200 \| |        |
| 子会社への売掛金 400 | .      |
| . | 諸負債 |
| . | 2,000  |
| 諸資産 | .      |
| 4,000 | .      |
| . | .      |
| . | 資本金 |
| . | 1,800  |
| . | 剰余金 |
| 子会社株式 600 | 1,200  |

| \| . \| . \| \| . \| 諸負債 \| \| . \| 2,700 \| \| 諸資産 \| . \| \| 6,000 \| . \| \| . \| . \| \| . \| . \| \| . \| 少数株主持分 360 \| \| . \| 資本金 \| \| . \| 1,800 \| \| . \| 剰余金 \| \| のれん 60 \| 1,200 \| |                  |
| . | .                |
| . | 諸負債           |
| . | 2,700            |
| 諸資産 | .                |
| 6,000 | .                |
| . | .                |
| . | .                |
| . | 少数株主持分 360 |
| . | 資本金           |
| . | 1,800            |
| . | 剰余金           |
| のれん 60 | 1,200            |

上の例では、1.両社の個別の貸借対照表を足し合わせることで「連結貸借対照表」の白地の部分が作られる。 2.両社間での取引を相殺消去するために、親会社への買掛金400と子会社への売掛金400は消去される。また、「投資と資本の相殺消去」と呼ばれる操作によって子会社への投資600は子会社の資本500＋余剰金400の合わせて900の内の60%分の親会社の持分540に対応する。　3.相殺消去によって生じる差は「のれん代」等として分類するので、子会社への投資600は親会社の持分540を引いた残りの60がのれん代として資産の部に記載される。同様に、子会社の純資産に相当して親会社の関与していない分を少数株主持分として360が負債の部に記載される。
こののれん代は、親会社が子会社の営業権を支配する目的で支払われた額と認識され、この例では
支出が純資産の持分を上回っているが、逆に支出が純資産の持分を下回る場合には「負ののれん代」として負債の部に計上される。
これらのれん代は20年以内の所定の年数に渡って規則的な方法で償却され、償却額は連結損益計算書に連結決算上の費用として販売費及び一般管理費に記載される。ただし負ののれんに関しては収益として営業外収益に記載される。